# Antoine Trin
Antoine Trin est un ecclésiastique français et un historien de l'Auvergne.

## Biographie
Créateur de l'association Le tour du Cantal, en 1979, pour la promotion des lignes de chemin de fer touristiques du Cantal.
Il est fait chevalier de l'ordre des Arts et des Lettres à Aurillac en mars 1978.
Il est curé de Menet (Cantal) en 1980.

## Publications
- Les chemins de fer cantaliens. Aurillac, Imprimerie moderne, 1942, 40 pages.
- Les cloches du Cantal, archéologie, histoire, folklore. Aurillac, Gerbert, 1954, 96 pages[2].
- Riom-ès-Montagnes. Son passé, son développement, ses environs. Clermont-Ferrand, Bussac, 1966, 24 pages.
- Saignes et ses environs. Clermont-Ferrand, Bussac, 1966, 24 pages. En collaboration avec Camille Vigouroux.
- Dictionnaire de biographie cantalienne. Menet, Éditions cantaliennes, 1973-1976, 2 volumes + supplément.
- Riom-ès-Montagnes. Circuits archéologiques, églises romanes. Menet, Éditions cantaliennes, 1974, 24 pages.
- Les loups dans la légende et dans l'histoire. Rodez, Subervie, 1980, 142 pages.
- Georges Pompidou et le Cantal. De Montboudif à l'Élysée. Menet, l'auteur, 1980, 28 pages.
- Petite histoire de l'élevage cantalien. Rodez, Subervie, 1983, 174 pages.
- Diligences et autobus du Cantal. Aurillac, Gerbert, 1986, 38 pages.
- Vezels-Roussy. Une commune d'Auvergne. Aurillac, Gerbert, 1988, 28 pages.
- Menet. Aurillac, Gerbert, 1990, 30 pages.
- Calvinet. Histoire et description. Aurillac, Gerbert, 1994, 38 pages.